# Karl Doll (Politiker)
Karl Doll (* 11. Juni 1905 in Eppingen; † 7. Dezember 1941) war ein deutscher Politiker, von 1933 bis 1936 Bürgermeister von Eppingen und vom November 1936 bis 7. Dezember 1941 Bürgermeister in Oberkirch.

## Familie
Er war der Sohn des Eppinger Landwirts Konrad Doll (* 20. September 1860; † 10. April 1925) und der Friederike geborene Gebhard (* 9. November 1866; † 15. Dezember 1930) aus Gemmingen. Karl Doll hatte 9 Geschwister. Er heiratete am 20. Juni 1931 Elisabeth Katharina geborene Schmidt (* 7. August 1907) aus Eppingen. Aus dieser Ehe stammen drei Kinder: Horst Rudolf (* 4. April 1932 in Karlsruhe), Erdmute Friederike Katharina (* 23. Februar 1934 in Karlsruhe) und Wolfgang (* 22. Juli 1935 in Karlsruhe).

## Ausbildung
Karl Doll besuchte die Volksschule und danach die Realschule in Eppingen und wechselte zum Realgymnasium in Mannheim. 1924 legte er an der Oberrealschule Heilbronn die Reifeprüfung ab. Ab 1925 studierte er an der Handelshochschule Mannheim, wo er nach sechs Semestern die Prüfung zum Diplom-Kaufmann und nach weiteren drei Semestern das Staatsexamen ablegte. Seit 1925 gehörte er der Wehrschaft Arminia Mannheim (seit 1930 Burschenschaft Rheno-Arminia Heidelberg in der DB) an. Er arbeitete nach seinem Studium als Handelsschulreferendar und als Handelsschulassessor. Weil der Staat damals keine jungen Lehrer einstellte, nahm er beim Getreidelagerhaus in Eppingen eine Stelle als Buchhalter an.

## Zeit des Nationalsozialismus
Karl Doll trat zum 1. November 1930 der NSDAP bei (Mitgliedsnummer 357.046). Von 1930 bis 1936 war er Ortsgruppenleiter der NSDAP-Ortsgruppe Eppingen. Er unterschrieb den Antrag, Adolf Hitler zum Ehrenbürger von Eppingen zu ernennen.
Erklärung von Albert Wirth (1903 bis 1933 Bürgermeister von Eppingen): Am 23. März 1933 vormittags gegen 8 Uhr von der Bahnhofstraße kommend sah ich, dass etwa 3-400 Personen auf den Gehwegen im Halbkreis um den Marktplatz standen. Ich schritt ungehindert zum Rathaus. In meinem Dienstzimmer angekommen, hörte ich, dass im anstoßenden Zimmer des Ratsschreibers mir zunächst fremde Personen sprachen. Nach kurzer Zeit kamen die späteren Bürgermeister Doll und Zutavern zu mir herein. Zutavern sagte zu mir, ich sähe wohl, dass die Gemeinde meinem Rücktritt wünsche, ich möchte an den Fernsprecher kommen, der Herr Landrat wolle mich sprechen. Herr Landrat Strack wies auf den Aufmarsch der 3-400 Personen hin und sagte gleichfalls, dass dadurch mein Rücktritt erwünscht und verlangt sei. Ich lehnte die freiwillige Amtsniederlegung ab mit dem Bemerken, dass ich nur dem Zwange weichen werde und es dem Herrn Landrat ja bekannt sei, daß ich schon zwei Jahre zuvor aus Gesundheitsrücksichten Schritte wegen Zurruhesetzung unternommen hätte. Ich betonte, dass es dieser aufgeputschten Veranstaltung nicht bedurft hätte. Im Laufe des Gesprächs wurde ich dann von Herrn Landrat bis auf Weiteres beurlaubt, Doll als kommissarischer Bürgermeister eingesetzt. Doll sprach dann vom Balkon aus in sachlich-ruhiger Weise einige Worte, die Masse brüllte und verlief sich. (niedergeschrieben am 6. September 1947; GLA s. Quellen)
Karl Doll hatte die Stelle des Bürgermeisters in Eppingen inne, bis er im November 1936 Bürgermeister in Oberkirch wurde.

## Weitere Mitgliedschaften
- seit 1934 Mitglied der Nationalsozialistischen Volkswohlfahrt (NSV)
- seit 1933 Mitglied des Reichsbundes der Deutschen Beamten (RDB)
- Mitglied im Reichsbund für Leibesübungen

## Auszeichnungen
- Dienstauszeichnung in Bronze für 10-jährige Mitarbeit bei der NSDAP